# Лејкланд Шорс (Минесота)
Лејкланд Шорс (енгл. Lakeland Shores) град је у америчкој савезној држави Минесота.

## Демографија
По попису из 2010. године број становника је 311, што је 44 (-12,4%) становника мање него 2000. године.
| Група             | 2000.       | 2010.       |
| Белци             | 349 (98,3%) | 305 (98,1%) |
| Афроамериканци    | 0 (0,0%)    | 0 (0,0%)    |
| Азијати           | 0 (0,0%)    | 1 (0,3%)    |
| Хиспаноамериканци | 5 (1,4%)    | 4 (1,3%)    |
| Укупно            | 355         | 311         |